# شیمی معدنی (کتاب)
شیمی معدنی کتابی از علی‌اکبر رئیس شبری و محمدرضا ملاردی است که در سال ۱۳۶۲ منتشر و در مراسم کتاب سال جمهوری اسلامی ایران به‌عنوان کتاب برگزیده معرفی شد.